# Musée Nicolas Poussin
Das Musée Nicolas Poussin ist ein kommunales Museum für Kunst, Geschichte und Archäologie in Les Andelys im französischen Département Eure (Normandie). Es hat den Status eines Musée de France.

## Geschichte

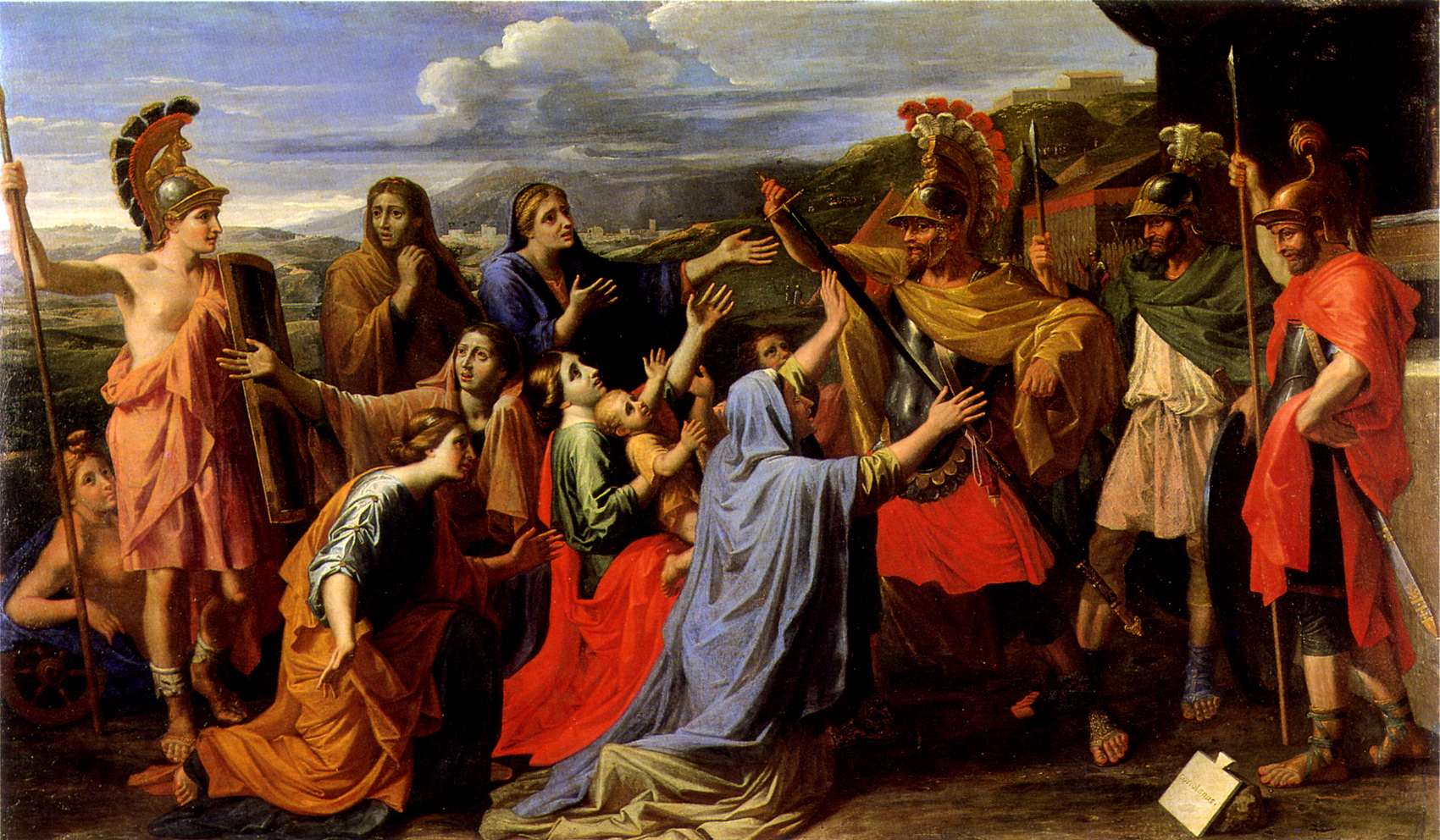
Nicolas Poussin : Coriolan supplié par sa famille

Kurator der archäologischen Sammlung vor der Museumsgründung 1971 war der Maler, Archäologe und Lokalhistoriker Léon Coutil (1856–1943). Das Museum befindet sich heute in einem Herrenhaus des 18. Jahrhunderts, das der frühere Chefarzt des Krankenhauses Saint-Jacques, Giraud, 1971 der Gemeinde vermacht hat. Sein Name erinnert an den Maler Nicolas Poussin, der 1594 in Villers nahe Les Andelys geboren wurde.

## Sammlungen
Das Museum dokumentiert die Geschichte der Gemeinde Les Andelys. Jedem Raum ist ein bestimmtes Thema gewidmet:
- Religiöses Erbe mit religiösen Skulpturen vom Mittelalter bis zum 17. Jahrhundert, liturgischen Gewändern, Reliquien
- Möbel des 18. Jahrhunderts aus dem Besitz von Louis Jean Marie de Bourbon, duc de Penthièvre, dem Gründer des Hopital Saint-Jacques des Andelys in Petit Andely
- Dekorative Glasobjekte der Glashütte Holophane aus den 1930er und 1940er Jahren sowie Werkzeug aus der Produktion
- Gemälde aus der École de Rouen mit Werken von René Prin, Eugène Clary, Marcel Couchaux und René Sautin
- Archäologie: Objekte vom Paläolithikum über die galloromanische Zeit bis zum Mittelalter

Zu den herausragenden Stücken gehört ein galloromanisches Mosaik aus dem 3. Jahrhundert. Aus dem Œuvre des Namensgebers besitzt das Museum das Gemälde Coriolan supplié par sa famille (Coriolan wird von seiner Familie angefleht; Öl auf Leinwand, 1,12 m × 1,98 m, um 1652/53).